# Marija in otrok s svetnikoma Luko in Katarino Aleksandrijsko
Madona z otrokom s svetima Luko in Katarino Aleksandrijsko, znana tudi preprosto kot Sveti pogovor, je slika italijanskega renesančnega mojstra Tiziana. To je ena od njegovih več različic kanonične podobe Madone in otroka.
Izdelana v olju na platnu je bil naslikana okoli leta 1560, na vrhuncu Tizianove kariere. Leta 2011 je slika dosegla najvišjo dražbeno ceno kadar koli za eno od Tizianovih del in sicer 16,9 milijona dolarjev. Sliko je prodala Gerlinda Kisters, ki jo je podedovala po možu Heinzu Kistersu, ki je umrl leta 1977.

## Opis
Madona z otrokom s svetima Luko in Katarino Aleksandrijsko je zrelo delo, izvedeno, ko je bil Tizian na vrhuncu svojih umetniških moči in slave.
Kristus je upodobljen kot igriv dojenček, rahlo neuravnotežen, ko se nagne naprej z iztegnjenimi rokami proti Katarini, ki se nato nežno nagne k njemu.
Domneva se, da so člani Tizianove beneške delavnice verjetno poslikali zaveso in Luko zaradi slabše kakovosti teh delov.

## Zgodovina
Delo je bilo naslikano okoli leta 1560, le redko se je pojavljalo v javnosti na razstavah ali dražbah. Tradicionalno naj bi bila naslikano za umetnikovega prijatelja, družino Dondi dell'Orologio iz Padove. V javnosti ni bila razstavljena od poznih 1970-ih, dokler ni bila ponujena na dražbi leta 2011.
Slika je ostala v družini Dondi dell'Orologio, dokler je sir Richard Worsley ni kupil med svojim bivanjem v Italiji kot zadnji britanski diplomat v Beneški republiki , na položaju, ki ga je opravljal od 1793 do 1797. Ladjo, ki je delo prevažala v Anglijo je zajel francoski zasebnik. Sliko je pridobil Lucien Bonaparte, takrat Napoleonov veleposlanik v Madridu.
Do leta 1814, po štirih letih izgnanstva v Angliji, se je Lucien Bonaparte soočal z vse večjimi finančnimi težavami in je sliko prodal na dražbi v Londonu. Nato je slika postala last sira Johna Rae Reida, konzervativnega politika, financerja in guvernerja Angleške centralne banke. Do leta 1936 je slika s poroko in dedovanjem postala del posestva Panshanger v Hertfordshiru v Angliji in visela v posestni galeriji, ki sta jo imela baron in lady Desborough. Ettie Desborough  je bila ena najbolj znanih gostiteljic v svoji dobi. V rezidenci Desborough je pogosto gostila srečanja slavnih aristokratskih, političnih in literarnih osebnosti, znanih kot The Souls, z obiskovalci, med katerimi so bili Henry Irving, Vita Sackville-West, Edward VII., H. G. Wells, Edith Wharton in Oscar Wilde.
Čeprav je imela lady Desborough tri sinove in hčerko ter se je zdelo, da sta nasledstvo in preživetje velike Panshangerjeve umetniške zbirke varna, sta bila dva sinova v prvi svetovni vojni ubita, tretji pa je umrl v prometni nesreči leta 1926, pri čemer ni obstajal očiten dedič posestvo. Po njeni smrti maja 1952 je bila posest Panshanger prodana izvajalcu rušenj za 17.750 funtov in nato uničena. Del umetniške zbirke je dobila hči lady Desborough, lady Imogen, ki se je leta 1931 poročila s 6. vikontom Gageškim. Vendar je bila večina Panshangerjeve vsebine, vključno s Svetim pogovorom, leta 1954 na dražbi pri Christie's.
Leta 1956 je Heinz Kisters, nemški poslovnež, ki je živel v Švici, sliko kupil pri newyorških trgovcih z umetninami, ki so jo kupili na dražbi pri Christie's. Ko je umrl leta 1977, je slika postala last njegove vdove Gerlinde Kisters.
Leta 2011 je sliko na dražbi v New Yorku prodal Sotheby's v imenu fundacije Heinz Kisters, ki promovira in ohranja umetniška dela v zbirki Heinza Kistersa.
Slika je dosegla najvišjo dražbeno ceno doslej za eno od Tizianovih del, in sicer 16,9 milijona dolarjev. Prodana je bila v Sotheby's evropskemu ponudniku telefonskih storitev 28. januarja 2011.